# Appleton-le-Street
Appleton-le-Street är en by i civil parish Appleton-le-Street with Easthorpe, i distriktet North Yorkshire, i grevskapet North Yorkshire, i England. Byn är belägen 5 km från Malton. Byn nämndes i Domedagsboken (Domesday Book) år 1086, och kallades då Apeltun/Apletun.